# Crocidura elgonius
Crocidura elgonius är en däggdjursart som beskrevs av Wilfred Hudson Osgood 1910. Crocidura elgonius ingår i släktet Crocidura och familjen näbbmöss. Inga underarter finns listade i Catalogue of Life. Artepitetet i det vetenskapliga namnet syftar på berget Mount Elgon i Kenya där typexemplaret hittades.
Denna näbbmus förekommer med flera från varandra skilda populationer i Kenya och Tanzania. Den lever i bergstrakter från 1000 meter över havet uppåt. Crocidura elgonius vistas främst i tropiska bergsskogar.
Arten blir 55 till 68 mm lång (huvud och bål), har en 33 till 40 mm lång svans och väger 2 till 4,6 g. Den korta pälsen är på ovansidan brun och på undersidan ljusgrå till vitaktig, ibland lite fläckig. Det finns en tydlig gräns mellan dessa två färgar. Även svansen är mörk på ovansidan och ljus på undersidan. Vid öronen förekommer ganska långa hår.
Crocidura elgonius är nattaktiv och går främst på marken. Beståndet bildas av ungefär dubbelt så många hannar som honor. Exemplaren jagas bland annat av ugglor.
Antagligen påverkas beståndet av landskapets omvandling till jordbruksmark. Hela populationen minskar men den antas fortfarande vara stor. IUCN kategoriserar arten globalt som livskraftig.